# Sonny Landreth
Sonny Landreth (né 1er février 1951) est un musicien de blues américain du sud-ouest de la Louisiane particulièrement connu pour son jeu de guitare slide.  Il est né à Canton, Mississippi, mais a déménagé très jeune avec sa famille à Jackson, avant de s'installer à Lafayette. Quand il n'est pas en tournée, il réside au Pont Breaux (Breaux Bridge).

## Technique
Bien que Sonny Landreth soit un guitariste extrêmement compétent dans le jeu dit « conventionnel », il est surtout connu pour son jeu de guitare slide. Landreth a développé une technique dans laquelle il joue des notes de façon conventionnelle, ainsi que des accords ou des parties d'accords en arrière du bottleneck pendant qu'il joue. La position du bottleneck sur l'auriculaire permet à ses autres doigts d'avoir plus de latitude pour jouer en arrière de l'outil de slide.  Il est aussi connu pour son approche particulière de main droite, par laquelle il utilise des techniques de tapping, de slapping et de picking impliquant tous les doigts.
Landreth travaille dur depuis des décennies et a fait bon nombre d'adeptes parmi ses fans et ses confrères guitaristes. Eric Clapton dit qu'il est « probablement le musicien le plus sous-estimé de la planète, et très probablement le plus avancé (techniquement) ».
Il a joué avec les Goners, le groupe de John Hiatt dès 1988 (album Slow Turning) et accompagné de nombreux artistes (Bonnie Raitt, Waterline, John Mayall, Bobby Charles, Mark Knopfler, Steve Conn, Gov't Mule, Mike Gordon, Bernie Worrell, Eric Clapton et Buddy Guy, entre autres), avant d'enregistrer ses propres disques en solo.
Landreth a également enregistré avec Jimmy Buffett, et l'a accompagné en tournée d'été en 2006 et 2007. Il a également participé à des enregistrements avec Alain Bashung (Osez Joséphine) et Stephan Eicher (Carcassonne) et Pierre Donoré (Une promesse).
Il a été récompensé en 2005 par le titre de « Meilleur Instrumentiste » décerné par l'Americana Music Award.

## Discographie
- 1992 : Outward Bound (BMG) avec John Hiatt
- 1993 : Down in Louisiana (Epic)
- 1995 : South of 1-10 (Praxis/Zoo)
- 1999 : The Crazy Cajun Recordings (Edsel Records)
- 2000 : Levee Town (Sugar Hill)
- 2003 : The Road We're On (Sugar Hill)
- 2005 : Grant Street  live (Sugar Hill)
- 2008 : From The Reach (Landfall Records)
- 2012 : Elemental Journey
- 2015 : Bound by the Blues
- 2020 : Blacktop Run

### Participations
- 1988 : Slow Turning de John Hiatt
- 1991 : Osez Joséphine d'Alain Bashung
- 1993 : Carcassonne  de Stephan Eicher
- 1996 : A Night in London de Mark Knopfler
- 1998 : Waltz of Wind de Ledward Kaapana (Dancing Cat Records) avec Bob Brozman
- 2007 : Crossroads Festival
- 2010 : Crossroads Festival
- 2012 : Slideshow d'Ana Popovic